# Cavalcade (film)
Cavalcade è un film del 2005 diretto da Steve Suissa.

## Trama
Léo preferisce una vita dedita al piacere e al divertimento rispetto alla sua ragazza, che per questo lo lascia, ma proprio quando lo pervade il desiderio di rivederla lui stesso ha un incidente.
Ormai vincolato alla sedia a rotelle, Léo dovrà affrontare con l'appoggio dei suoi amici più vicini un reinserimento nella vita quotidiana molto difficoltoso.